# Waterford megye

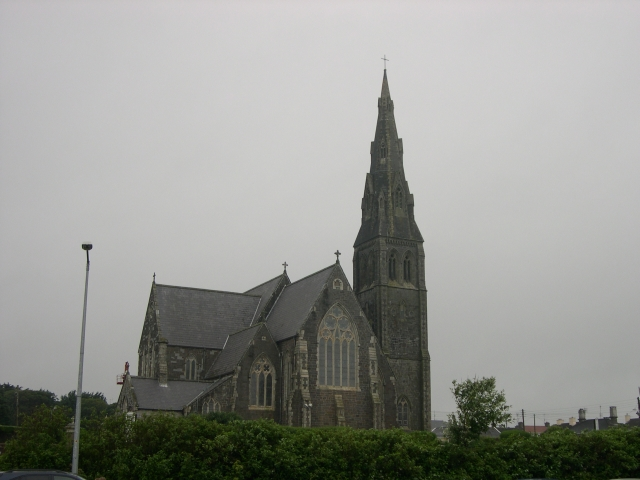
Tramore gótikus temploma

Waterford megye (írül: Contae Phort Láirge) Írország megyéje Munster tartományban, az Ír-sziget déli partján.
A megye területén helyezkedik el Waterford "city" státuszú város, ami azonban önálló, megyei jogú terület. A megye Waterford városon kívüli részének közigazgatási központja Dungarvan.
A megye területe 1837 km² (ez Heves vármegye felének felel meg), lakossága 113 241 (2002-es adat).
Néhány Waterford megyei város és falu:
- Ardmore
- Dungarvan
- Dunmore East
- Lismore
- Tramore
- Waterford